# Alexandre Prot
Alexandre Prot, né le 19 novembre 1982 est un entrepreneur français. En 2016, il cofonde Qonto, dont il est président-directeur général (PDG) depuis 2016.

## Biographie
Alexandre Prot est le fils de Baudouin Prot, ancien président de BNP Paribas.
Alexandre Prot étudie à HEC Paris en 2006 et à l'INSEAD. Il commence sa carrière chez Goldman Sachs avant de poursuivre en conseil en stratégie chez McKinsey & Company. Il début en tant qu'entrepreneur en 2013 quand il crée, avec son associé Steve Anavi, Smok.io, qui met au point, brevète et commercialise la première cigarette électronique connectée,.
En 2016, il crée Qonto dans le but de simplifier le quotidien bancaire et financier des PME et des indépendants en Europe,. Il est PDG de l'entreprise depuis 2016. En janvier 2022, Qonto devient la plus grosse licorne française après avoir levé un total de 622 millions d'euros et sa valorisation est estimée à 4,4 milliards d’euros.
En mars 2024, l’entreprise compte 450 000 clients et plus de 1 400 employés sur quatre marchés en Europe (Allemagne, Espagne, France et Italie),,. Elle figure dans l’indice Next40.

## Distinctions
Le 23 novembre 2022, Alexandre Prot est nommé au grade de chevalier dans l'ordre national du Mérite au titre de « cofondateur et directeur général d'une entreprise spécialisée dans les services financiers ; 15 ans de services ».